# Nilay Erdönmez
Nilay Erdönmez (Istanbul, 12 maggio 1986) è un'attrice turca.

## Biografia
Nata nel 1986 a Istanbul (Turchia), Nilay Erdönmez dopo aver completato l'istruzione primaria e secondaria, ha deciso di iscriversi presso il dipartimento teatrale del conservatorio statale della Mimar Sinan Fine Arts University, dove nel 2007 al termine degli studi, ha conseguito la laurea. Nel 2011 ha conseguito il master presso la stessa università.
Nel 2007 ha fatto la sua prima apparizione come attrice sul piccolo schermo nella serie Güzel Günler. Nel 2013 ha ricoperto il ruolo di Emine nella serie Sevdaluk. Nel 2017 ha interpretato il ruolo di Asiye nella serie İstanbullu Gelin, quello di Gülce nel film Bütün Saadetler Mümkündür diretto da Selman Kiliçaslan e quello di Burcu nel film Mezarcı diretto da Talip Karamahmutoğlu. L'anno successivo, nel 2018, è apparsa con il ruolo di una giornalista nella serie Adı: Zehra e con quello di İpek Yıldırım nella serie Tehlikeli Karım. Nel 2019 ha ottenuto il ruolo di Cansel Turna nella serie Kardeş Çocukları. Nel 2023 è stata scritturata per interpretare il ruolo di Gülendam Şahin nella serie La rosa della vendetta (Gülcemal). Nello stesso anno ha ricoperto il ruolo di Hare nella serie Shahmaran (Şahmaran) e quello di Ayşe nel film Rosinante diretto da Baran Gunduzalp.

## Filmografia

### Cinema
- Gözetleme Kulesi, regia di Pelin Esmer (2012)
- Bütün Saadetler Mümkündür, regia di Selman Kiliçaslan (2017)
- Mezarcı, regia di Talip Karamahmutoğlu (2017)
- Kapı, regia di Nihat Durak (2019)
- Horoz Dövüşü, regia di Majid Panahi (2022)
- Yüzleşme, regia di Filiz Kuka (2023)
- Rosinante, regia di Baran Gunduzalp (2023)
- O Da Bir Şey Mi?, regia di Pelin Esmer (2024)

### Televisione
- Güzel Günler – serie TV (TRT 1, 2007)
- Bir Zamanlar Osmanlı Kıyam – serie TV, 2 episodi (TRT 1, 2012)
- Sevdaluk – serie TV (Show TV, 2013)
- İstanbullu Gelin – serie TV, 16 episodi (Star TV, 2017)
- Adı: Zehra – serie TV, 12 episodi (Fox, 2018)
- Tehlikeli Karım – serie TV, 6 episodi (Show TV, 2018)
- Kardeş Çocukları – serie TV, 17 episodi (Star TV, 2019)
- Hizmetçiler – serie TV, 3 episodi (Kanal D, 2020)
- Meta Aşk – serie TV, 8 episodi (BluTV, 2022)
- La rosa della vendetta (Gülcemal) – serie TV, 13 episodi (Fox, 2023)
- Shahmaran (Şahmaran) – serie TV, 8 episodi (Netflix, 2023)

### Cortometraggi
- Denize, regia di Ufuk Cavus (2016)

## Teatro
- Gözlerimi Kaparım Vazifemi Yaparım, piattaforma culturale e artistica del comune di Beşiktaş (2006-2008)
- Fareler ve İnsanlar, presso il teatro statale di Istanbul (2008-2009)
- Son Bir Kez, presso il teatro Oyunevi (2010-2011)
- Pyramus ile Thisbe'nin İçli, Hazin ve Komik Aşkı ve Haince Ölümleri, ondazione dell'Opera Semiha Berksoy (2011)
- Zenciler, Dip Sahne Oyuncuları (2011-2012)
- Kamamber, Kara Kabare (2015-2017)
- Hafızasını Kaybeden Müzeden Bir Traktöre Mektuplar, presso il Ba-artensemble (2016-2017)

## Doppiatrici italiane
Nelle versioni in italiano dei suoi film e delle sue serie TV, Nilay Erdönmez è stata doppiata da:
- Gemma Donati[18] in Shahmaran[19]
- Alessia Amendola[20] ne La rosa della vendetta[21]

## Riconoscimenti
- Adana Altın Koza Film Festival
  - 2012: Vincitrice come Miglior attrice per il film Gözetleme Kulesi
- Adana Film Festival
  - 2012: Vincitrice come Miglior attrice per il film Gözetleme Kulesi
  - 2023: Vincitrice come Miglior attrice non protagonista per il film Yüzleşme
- Festival del cinema di Norimberga "Turchia-Germania"
  - 2013: Vincitrice come Miglior attrice per il film Gözetleme Kulesi
- Premio dell'Associazione turca dei critici cinematografici (SIYAD)
  - 2012: Candidata come Miglior attrice per il film Gözetleme Kulesi
- RxSM Self Medicated Film Expo, Stati Uniti
  - 2013: Vincitrice come Miglior attrice per il film Gözetleme Kulesi
- Sadri Alisik Theatre and Cinema Awards
  - 2013: Vincitrice del Premio speciale della giuria per il film Gözetleme Kulesi
  - 2013: Candidata come Miglior interpretazione di un'attrice in un film drammatico per Gözetleme Kulesi